# Anatolij Volodimirovics Mohiljov
Anatolij Volodimirovics Mohiljov (ukrán betűkkel: Анатолій Володимирович Могильов; Petropavlovszk-Kamcsatszkij, 1955. április 6. –) orosz névváltozatban Anatolij Vlagyimirovics Mogiljov (orosz betűkkel: Анатолий Владимирович Могилёв) orosz származású ukrán rendőrtiszt (vezérőrnagy), politikus. 2010. március 11-től 2011 novemberéig Ukrajna belügyminisztere volt, 2011. november 8. és 2014. február 27. között a Krími Autonóm Köztársaság miniszterelnöke.

## Élete
Oroszország távol-keleti részén, a Kamcsatka-félszigeten fekvő Petropavlovszk-Kamcsatszkijban született, katonacsalád gyermekeként. Apja Vlagyimir Grigorjevics Mogiljov (sz. 1930.), anyja Alevtyina Mihajlovna Mogiljova (sz. 1930.) A Szlovjanszki Tanárképző Főiskolán fizikatanárnak tanult. A főiskolát 1977-ben fejezte be. 1977–1979 között a Krímben, a Bilohirszki járásban található Cvitocsne falu középiskolában fizikatanárként dolgozott. 1979–1981 között sorkatonai szolgálatot teljesített a Szovjet Hadseregben (a Leningrádi Katonai Körzet egyik légvédelmi alakulatánál szolgált). A katonai szolgálatot követően, 1981-től 1982-ig Szlovjanszkban a 18. sz. középiskolában tanított fizikát.
1982-ben lett a rendőrség munkatársa. Kezdetben a Donecki területen található Szlovjanszk városában dolgozott rendőrként, különböző beosztásokban. Volt bűnügyi nyomozó, nyomozócsoport-vezető, majd járási rendőrkapitány-helyettes. 1992-től a Donecki területi rendőrkapitányság belbiztonsági részlegét irányította. 1993-ban elvégezte az Ukrán Belügyi Akadémiát. 1995–2000 között Artemivszk város, majd 2000-től 2005 februárjáig Makijivka város rendőrkapitánya (a BM városi főosztályának vezetője) volt.
2007. február 3-án kinevezték a Krími területi rendőrkapitányság élére, valamint ezzel egyidejűleg belügyminiszter-helyettessé. A 2007. december 18-án hivatalba lépett Julija Timosenko kormányfő azonban még annak az évnek a végén fel is mentette beosztásából. 2008-ban pedig botrány okoztak azok a nyilvánosságra került hangfelvételek, melyeken Mohiljov a Anatolij Hricenkóval, a Krími Autonóm Köztársaság Parlamentjének elnökével, és Olekszandr Melnik krími parlamenti képviselővel folytatott telefonbeszélgetést korábbi helyettese, Olekszandr Rugyak érdekében.
A 2010-es ukrajnai elnökválasztás megelőzően Viktor Janukovics krími választási kampányát irányította. A Janukovics választási győzelmét követő kormányváltás során, 2010. március 11-én Ukrajna elnöke belügyminiszterré nevezte ki. 2010. augusztus 20-án rendőr-vezérőrnaggyá léptették elő.
2011. november 8-án Viktor Janukovics elnök javaslata alapján a Krími Autonóm Köztársaság Legfelsőbb Tanácsa megválasztotta a Krími Autonóm Köztársaság minisztertanácsa elnökének (miniszterelnöknek).
2014. február 27. hajnalban ismeretlen (feltehetően oroszbarát) fegyveresek szállták meg a Krími Autonóm Köztársaság Legfelsőbb Tanácsának épületét. Ennek hatására lemondott a miniszterelnöki posztról. Helyette Szergej Akszjonovot választották meg miniszterelnöknek.

## Konfliktusa a krími tatárokkal
Krími tevékenységét a krími tatár szervezetek erős kritikával illetik. Mohiljov a Krimszka pravda helyi lapban megjelent cikkeiben a krími tatárokat azzal vádolta, hogy a nyugattal együttműködve a Koszovó-forgatókönyvet akarják megvalósítani, ez pedig veszélyezteti az ottani orosz lakosságot. Mohiljov ezen túlmenően Adolf Hitler második világháborús támogatását is felrótta a krími tatároknak, náci kollaboránsoknak nevezve őket. Musztafa Dzsemilev, a krími tatár parlament, a Medszliszi elnöke ezért 2010. március 16-án bejelentette, hogy a nemzetiségek közötti feszültség szítása miatt büntető feljelentést tesznek Mohiljovval szemben az Ukrán Legfőbb Ügyészségen, ha pedig Ukrajnában sikertelen lesz az eljárás, akkor a strasbourgi Emberi Jogok Európai Bíróságához fordulnak.
Az eset kapcsán az Ukrán Legfelsőbb Tanács 2010. június 15-én szavazott a leváltására beterjesztett indítványról. A belügyminiszter felmentését célzó javaslat sikertelen maradt, azt a parlament 450 tagja közül a szükséges 226 helyett csak 141 képviselő támogatta.